# Список планетоподібних об'єктів Сонячної системи
Ця таблиця включає планети, карликові планети і супутники планетних розмірів (>900 км в діаметрі), що входять до Сонячної системи. Вона об'єднує інформацію про об'єкти планетних розмірів у Сонячній системі і їх властивостях, особливо звертаючи увагу на ті, які специфічні для планетоподібних об'єктів і важливі для можливої майбутньої колонізації Сонячної системи. Також вказана внутрішня структура (планетологічна модель) для тих об'єктів, для яких є дані. Тіла згруповані за плането-супутникових системах і основних регіонах Сонячної системи. Супутники слідують за об'єктами, навколо яких вони обертаються в порядку зростання відстані. Для кожної системи вказана сумарна площа усіх об'єктів планетних розмірів, що входять в цю систему і мають тверду поверхню.
| Регіон                  | Назва    | Тип               | Вид | Структура | Дата виявлення   | Діаметр (км) | Маса (кг)         | Порівн. маса, у Землях | Прискорення вільного падіння (м/с²) | Швидкість утікання (км/с) | Сонячна доба (год) | Площа поверхні (км²•106) | Площа поверхні (сумарно по системі) |
| ----------------------- | -------- | ----------------- | --- | --------- | ---------------- | ------------ | ----------------- | ---------------------- | ----------------------------------- | ------------------------- | ------------------ | ------------------------ | ----------------------------------- |
| Земна група             | Меркурій | планета           |     |           | доісторичні часи | 4878         | 3.302× 1023       | 0.055                  | 3,70                                | 4,2                       | 4223               | 75                       | 75                                  |
| Земна група             | Венера   | планета           |     |           | доісторичні часи | 12104        | 4.8690× 1024      | 0.815                  | 8,9                                 | 10,4                      | 2802               | 460                      | 460                                 |
| Земна група             | Земля    | планета           |     |           | доісторичні часи | 12756        | 5.9742× 1024      | 1                      | 9,8                                 | 11,2                      | 24                 | 510,1                    | 548                                 |
| Земна група             | Місяць   | супутник          |     |           | доісторичні часи | 3476         | 7.3477× 1022      | 0.0123                 | 1,62                                | 2,4                       | 731                | 37,9                     | 548                                 |
| Земна група             | Марс     | планета           |     |           | доісторичні часи | 6786         | 6.4191× 1023      | 0.107                  | 3,72                                | 5,0                       | 25                 | 144,8                    | 144,8                               |
| Земна група             | Церера   | карликова планета |     |           | 1 січня 1801 рік | 950          | 9.5× 1020         | 0.00016                | 0,26                                | 0,5                       | 9                  | 2,8                      | 2,8                                 |
| Регіон газових гігантів | Юпітер   | планета           |     |           | доісторичні часи | 142700       | 1.8987× 1027      | 318                    | 24,9                                | 59,6                      | 10                 | немає твердої поверхні   | 232,9                               |
| Регіон газових гігантів | Іо       | супутник          |     |           | 8 січня 1610     | 3630         | 8.94× 1022        | 0.015                  | 1,81                                | 2,6                       | 42                 | 41,9                     | 232,9                               |
| Регіон газових гігантів | Європа   | супутник          |     |           | 8 січня 1610     | 3138         | 4.80× 1022        | 0.008                  | 1,3                                 | 2,0                       | 85                 | 31                       | 232,9                               |
| Регіон газових гігантів | Ганімед  | супутник          |     |           | 7 січня 1610     | 5268         | 1.4819× 1023      | 0.025                  | 1,42                                | 2,7                       | 172                | 87                       | 232,9                               |
| Регіон газових гігантів | Каллісто | супутник          |     |           | 7 січня 1610     | 4800         | 1.0758× 1023      | 0.018                  | 1,25                                | 2,5                       | 402                | 73                       | 232,9                               |
| Регіон газових гігантів | Сатурн   | планета           |     |           | доісторичні часи | 120400       | 5.6851× 1026      | 95                     | 10,45                               | 35,5                      | 11                 | немає твердої поверхні   | 104,6                               |
| Регіон газових гігантів | Тефія    | супутник          |     |           | 21 березня 1684  | 1060         | 6.174× 1020       | 0.00132                | 0,15                                | 0,4                       | 45                 | 3,6                      | 104,6                               |
| Регіон газових гігантів | Діона    | супутник          |     |           | 21 березня 1684  | 1120         | 1.095× 1021       | 0.0003                 | 0,23                                | 0,5                       | 66                 | 4                        | 104,6                               |
| Регіон газових гігантів | Рея      | супутник          |     |           | 23 грудня 1672   | 1528         | 2.306× 1021       | 0.0004                 | 0,26                                | 0,6                       | 108                | 7,3                      | 104,6                               |
| Регіон газових гігантів | Титан    | супутник          |     |           | 25 березня 1655  | 5150         | 1.3452× 1023      | 0.023                  | 1,36                                | 2,6                       | 383                | 83                       | 104,6                               |
| Регіон газових гігантів | Япет     | супутник          |     |           | 25 жовтня 1671   | 1436         | 1.8053× 1021      | 0.0003                 | 0,21                                | 0,5                       | 1918               | 6,7                      | 104,6                               |
| Регіон газових гігантів | Уран     | планета           |     |           | 13 березня 1781  | 51100        | 8.6849× 1025      | 14                     | 8,9                                 | 21,3                      | 17                 | немає твердої поверхні   | 23,6                                |
| Регіон газових гігантів | Аріель   | супутник          |     |           | 24 жовтня 1851   | 1160         | 1.35× 1021        | 0.00022                | 0,27                                | 0,6                       | 60                 | 4,2                      | 23,6                                |
| Регіон газових гігантів | Умбріель | супутник          |     |           | 24 жовтня 1851   | 1170         | 1.2× 1021         | 0.0002                 | 0,23                                | 0,5                       | 99                 | 4,3                      | 23,6                                |
| Регіон газових гігантів | Титанія  | супутник          |     |           | 11 січня 1787    | 1578         | 3.5× 1021         | 0.0006                 | 0,38                                | 0,8                       | 209                | 7,8                      | 23,6                                |
| Регіон газових гігантів | Оберон   | супутник          |     |           | 11 січня 1787    | 1522         | 3.014× 1021       | 0.00046                | 0,35                                | 0,7                       | 323                | 7,3                      | 23,6                                |
| Регіон газових гігантів | Нептун   | планета           |     |           | 23 вересня 1846  | 49500        | 1.0244× 1026      | 17                     | 11,2                                | 23,6                      | 16                 | немає твердої поверхні   | 23                                  |
| Регіон газових гігантів | Тритон   | супутник          |     |           | 10 жовтня 1846   | 2706         | 2.14× 1022        | 0.00358                | 0,78                                | 1,5                       | 141                | 23                       | 23                                  |
| Транс- нептунові        | Плутон   | карликова планета |     |           | 18 лютого 1930   | 2306         | 1.3× 1022         | 0.0022                 | 0,62                                | 1,2                       | 153                | 18                       | 22,6                                |
| Транс- нептунові        | Харон    | супутник          |     |           | 22 червня 1978   | 1205         | 1.52× 1021        | 0.00025                | 0,33                                | 0,6                       | 153                | 4,6                      | 22,6                                |
| Транс- нептунові        | Хаумеа   | карликова планета |     |           | 28 грудня 2004   | 1150         | 4.01 ± 0.04× 1021 | 0.0007                 | 0,44                                | 0,84                      | 4                  | ~4                       | ~4                                  |
| Транс- нептунові        | Макемаке | карликова планета |     |           | 21 березня 2005  | 1500         | 2.1× 1021         | 0.0003                 | 0,5                                 | 0.8                       | 8                  | ~7                       | ~7                                  |
| Транс- нептунові        | Ерида    | карликова планета |     |           | 5 січня 2005     | 2326         | 1.7× 1022         | 0.0028                 | 0,67                                | 1,3                       | 26                 | 18                       | 18                                  |